# Antonina Zelikovitj
Antonina Viktorovna Zelikovitj (ryska: Антонина Викторовна Зеликович), född Machina (Махина) den 4 mars 1958 i Rjazan i Ryska SFSR, Sovjetunionen, är en sovjetisk roddare.
Hon tog OS-brons i scullerfyra i samband med de olympiska roddtävlingarna 1992 i Barcelona.